# Großsteingrab Jeggen

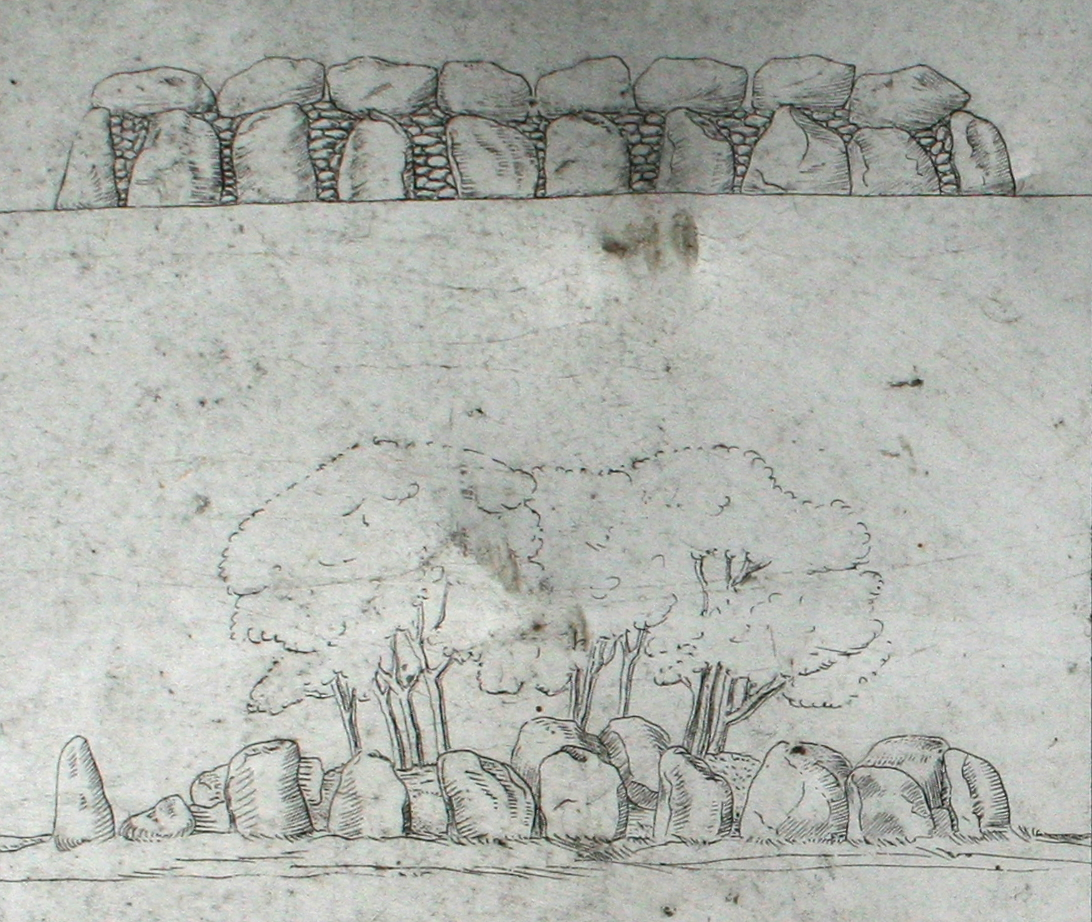
Tekening van Großsteingrab Jeggen door Ernst Sprockhoff

Het hunebed Großsteingrab Jeggen is een neolithisch ganggraf van het type Emsländische Kammer en wordt aangeduid met Sprockhoff-Nr. 922. Het werd gebouwd tussen 3500 en 2800 v.Chr. en is een megalithisch bouwwerk van de Trechterbekercultuur. 

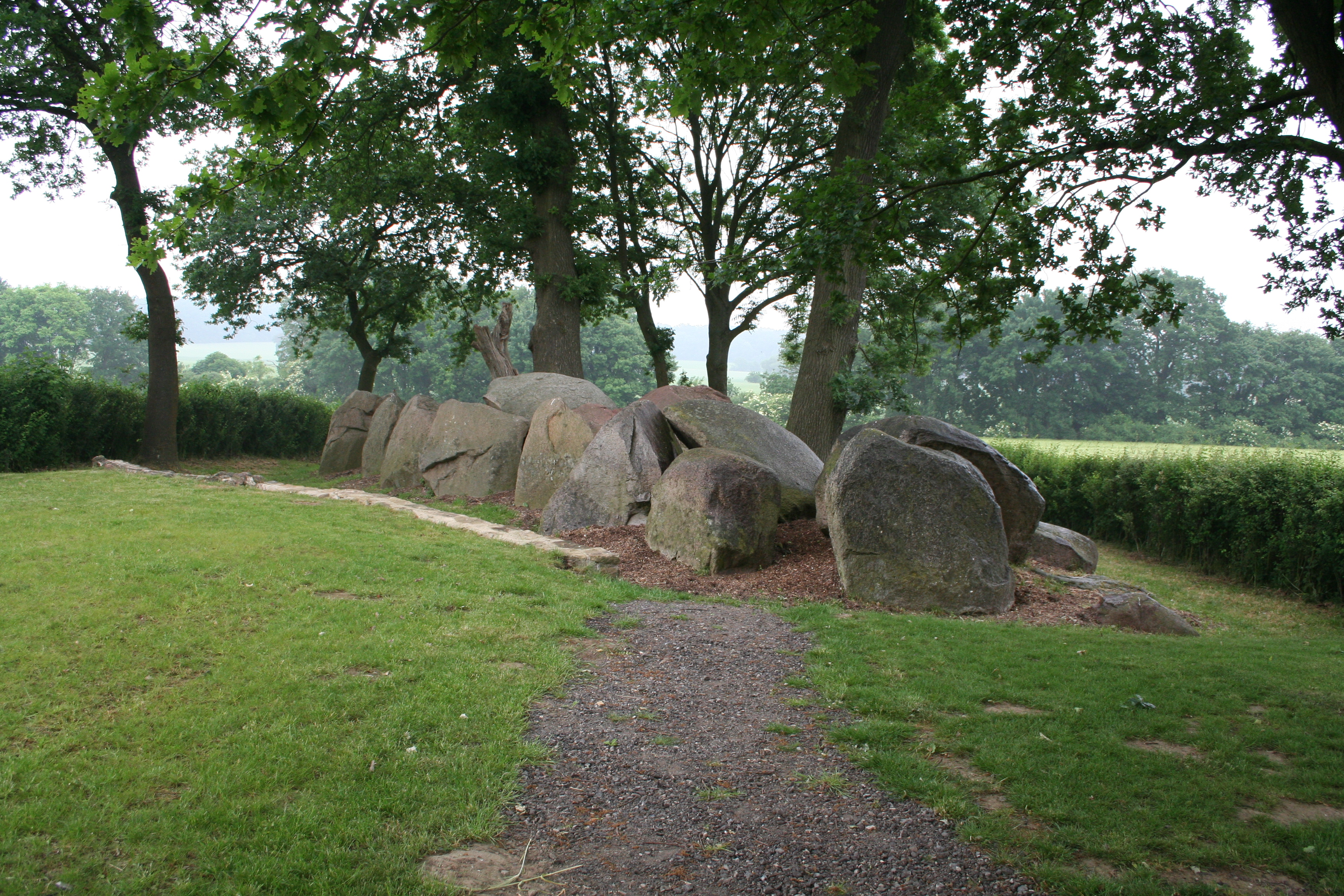

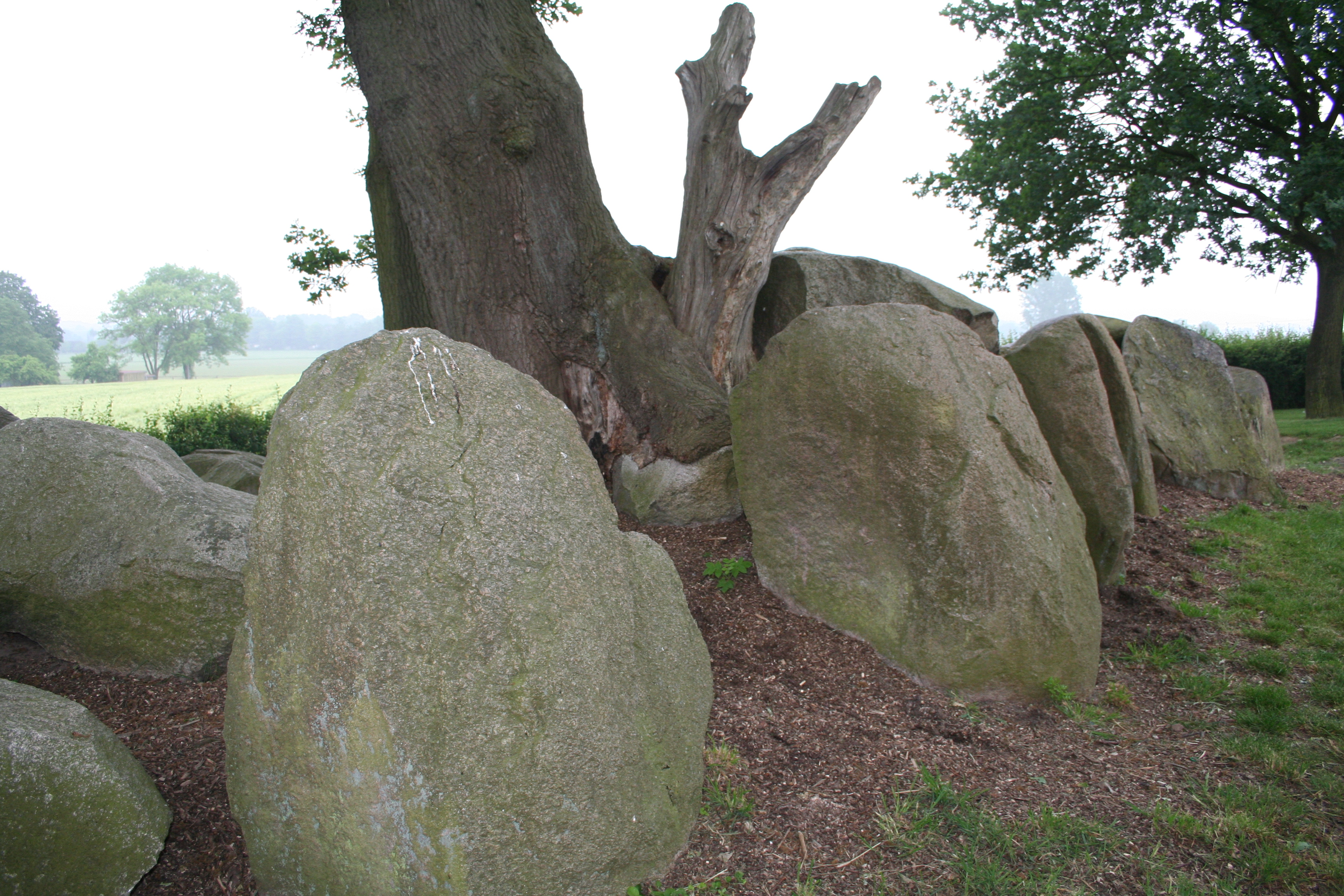

Het ganggraf ligt aan de Niederfeldweg ten zuidoosten van Bissendorf in Landkreis Osnabrück, Nedersaksen. Het ganggraf is onderdeel van de Straße der Megalithkultur. Door de ligging behoort dit hunebed tot de meest bezochte hunebedden in het Osnabrücker Land. Het werd al in 1895 opgekocht door het provinciebestuur. Tijdens werkzaamheden in 1990 werden brokstukken van aarden potten gevonden.
De draagstenen zijn allen behouden gebleven en steken opmerkelijk hoog boven de grond. De dekstenen zijn goed bewaard gebleven, enkele zijn gebroken en slechts een gedeelte is in het graf gezakt. Er zijn geen resten van een dekheuvel aangetroffen. Enkele stenen hebben sporen van boorgaten. Het perceel ligt in akkers en in het hunebed groeien eiken, enkele stenen van het hunebed lijken versmolten met de bomen.
Het ganggraf is 17 bij 3 meter groot en is noordoost-zuidwestelijk georiënteerd. Het hunebed werd in de 19e eeuw vaak vastgelegd in de grafische kunst.